# St. Peter und Paul (Kirchfarrnbach)

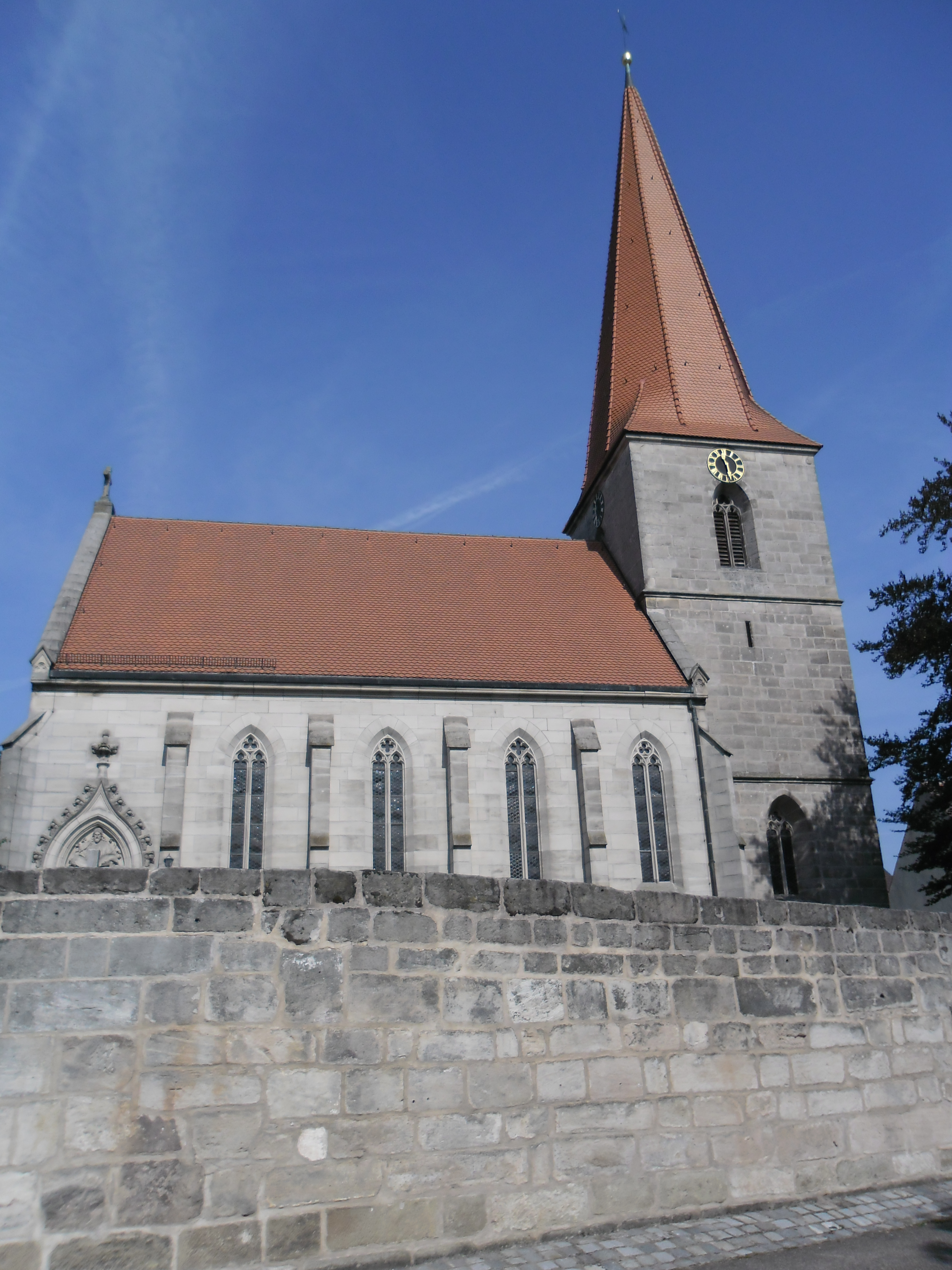
St. Peter und Paul in Kirchfarrnbach

Die evangelische, denkmalgeschützte Pfarrkirche St. Peter und Paul steht in Kirchfarrnbach, einem Gemeindeteil des Marktes Wilhermsdorf im Landkreis Fürth (Mittelfranken, Bayern). Das Bauwerk ist unter der Denkmalnummer D-5-73-133-38 als Baudenkmal in der Bayerischen Denkmalliste eingetragen. Die Pfarrei gehört zum Evangelisch-Lutherischen Dekanat Neustadt an der Aisch im Kirchenkreis Nürnberg der Evangelisch-Lutherischen Kirche in Bayern.

## Beschreibung
Von der Wehrkirche von 1471, die 1890 abgebrochen wurde, sind nur die beiden unteren Geschosse des quadratischen Chorturms erhalten. An ihn wurde nach Westen 1891 das neugotische Langhaus angebaut. Die neue Kirche aus Quadermauerwerk wurde am 18. Oktober 1891 eingeweiht. Das mit einem Satteldach bedeckte Langhaus, das außen von Strebepfeilern gestützt wird, hat fünf Joche, zwischen denen sich Maßwerkfenster und das Portal auf der Südseite befinden. Der Innenraum des Langhauses, der mit einer Holzbalkendecke überspannt ist, hat an den Längsseiten Emporen und eine weitere an der dem Altar gegenüberliegenden Seite, auf der die von G. F. Steinmeyer & Co. 1891 gebaute Orgel mit 10 Registern und einem Manual steht. Der Chorturm beim Neubau der Kirche um ein Geschoss, das die Turmuhr und hinter den als Biforien gestalteten Klangarkaden den Glockenstuhl beherbergt, aufgestockt und mit einem achtseitigen Knickhelm bedeckt. Der Chor, d. h. das Erdgeschoss des Chorturms, ist mit einem Kreuzrippengewölbe überspannt. An der Brüstung der Kanzel am Chorbogen sind zwei Reliefs angebracht, eines mit Peter und das andere mit Paul, nach denen die Kirche benannt ist.